# Joe Spano
Joseph Peter Spano (São Francisco, 7 de julho de 1946), mais conhecido como Joe Spano, é um ator norte-americano de teatro, cinema e televisão. Iniciou sua carreira nos palcos em meados da década de 1960, tanto atuando como produzindo ou dirigindo algumas peças. A partir da década de 1970, começou a participar de filmes e programas televisivos.
Embora interprete personagens variados no teatro, na televisão notabilizou-se por sua interpretação de detetives, policiais e outras figuras de autoridade. Entre seus papéis mais conhecidos, estão o tenente Henry Goldblume em Hill Street Blues e o agente Tobias Fornell em NCIS. Recebeu duas indicações ao Emmy na década de 1980, vencendo o prêmio em uma das ocasiões.

## Primeiros anos e educação
Joe Spano nasceu em São Francisco, Califórnia, em 1946, e passou a primeira parte de sua vida na Costa Oeste dos Estados Unidos. De ascendência italiana, é filho de Virginia Jean (nascida Carpenter) e Vincent Dante Spano, um médico. Frequentou o ensino secundário na Archbishop Riordan High School, no distrito escolar de Sunnyside, em São Francisco. Inicialmente, ele pretendia seguir na mesma profissão do pai e cursou medicina na Universidade da Califórnia em Berkeley. Contudo, ele começou a estudar artes dramáticas na mesma instituição após perceber que tinha mais interesse em atuar. Graduou-se Bachelor of Arts em estudos de Drama, em 1967.

## Carreira

### 1967-1980: Teatro e mudança para Los Angeles
Em 1967, na faculdade, Spano interpretou Páris numa montagem de Romeo and Juliet, sua primeira peça teatral. Em 1968, ajudou a fundar o grupo de comédia de improvisação The Wing em São Francisco e o Berkeley Repertory Theatre, em cuja primeira produção atuou. Permaneceu em ambas as empresas até 1978, trabalhando como ator, produtor e diretor. Em 1974, saiu em turnê teatral por cidades do Reino Unido e dos Estados Unidos. Mudou-se para Los Angeles no final dos anos 1970 e sua primeira aparição no cinema foi no drama One Is a Lonely Number, de 1972. No ano seguinte, teve um pequeno papel em American Graffiti, o primeiro filme de George Lucas. Estreou na televisão interpretando um papel menor num episódio de The Streets of San Francisco (1974). Em 1980, estrelou o telefilme de drama esportivo Fighting Back.

### 1981-1999:Hill Street Blues, cinema e Broadway
Por meio de um contato em Berkeley, o ator conseguiu um teste para a série policial Hill Street Blues (NBC, 1981-1987) e foi escalado para o papel de Henry Goldblume, que ele interpretou ao longo das sete temporadas do programa. Henry foi apresentado como sargento, depois tornou-se tenente e caracterizava-se por desafiar a autoridade de seus superiores. Após o término de Hill Street Blues, Spano voltou a interpretar figuras de polícia em telesséries como Amazing Grace (1995) e Murder One (1995-1996). Também atuou nos telefilmes Brotherhood of Justice (1986), com Keanu Reeves e Kiefer Sutherland, e The Flood: Who Will Save Our Children? (1993), baseado na catástrofe real causada por uma enchente que atingiu uma área rural do Texas em 1987 e vitimou um grupo de jovens que voltava de um acampamento.
Na década de 1990, apareceu em vários longas-metragens, incluindo o trabalho ao lado de Tom Hanks em Apollo 13 (1995) e de Richard Gere e Edward Norton em Primal Fear (1996).
Também prosseguiu com sua carreira no teatro, atuando em produções nas costas Leste e Oeste dos Estados Unidos. Estreou na Broadway em 1992 no papel de Walter Franz em The Price, de Arthur Miller, encenada no Roundabout Theatre; essa peça foi estrelada por Eli Wallach, indicado ao Tony de Melhor Revivificação. Spano juntou-se à equipe do Antaeus Theatre Company e tornou-se membro fundador de três outras companhias teatrais. Paralelamente, participou de episódios de telesséries como The X-Files (1997), Profiler (1997-1988), Touched by an Angel (1999) e  Batman Beyond (1999), que está entre seus primeiros trabalhos de dublagem.

### 2000-presente:NCISe outros trabalhos
Ao longo da década de 2000, Spano continuou atuando como dublador nas séries Batman Beyond e Static Shock (2002). Desde o episódio de estreia de NCIS, "Yankee White" (2003), ele desempenha o papel recorrente de Tobias Fornell, um agente especial do FBI; o personagem, que em certo ponto da trama sai do FBI e torna-se investigador particular, é amigo próximo de Leroy Jethro Gibbs (Mark Harmon), um agente especial do NCIS. Spano também apareceu em séries como Providence (2001), The Invisible Man (2002) e The Closer (2006). No cinema, teve pequenos papéis nos dramas Hart's War (2002), estrelado por Bruce Willis, e Frost/Nixon (2008); além disso, interpretou Howard Strickling (1896–1982), um publicitário da Metro-Goldwyn-Mayer, no drama biográfico Hollywoodland (2006), protagonizado por Adrien Brody.
Nessa época, ele participou de várias produções teatrais no Rubicon Theatre em Ventura, Califórnia. Entre esses trabalhos, destacam-se sua interpretação de Vladimir em Waiting for Godot (2004) e George em Who's Afraid of Virginia Woolf? (2008-2009). Na Geffen Playhouse em Los Angeles, ele estrelou em 2009 a peça Equivocation, na qual interpretou Shagspeare, uma versão satírica de William Shakespeare. Durante a década de 2010, continuou participando de episódios de algumas telesséries, incluindo In Plain Sight (2010), The Mentalist (2012) e NCIS: New Orleans (2014), uma produção derivada de NCIS, aparecendo em participação especial como Tobias Fornell. Em setembro de 2021, foi anunciado o retorno de Spano ao papel de Fornell na 19ª temporada de NCIS, em pelo menos mais um episódio.

## Vida pessoal
Spano casou-se em 1980 com a artista ceramista e terapeuta Joan Zerrien. Eles se conheceram no Berkeley Repertory Theatre, companhia fundada pelo ator e na qual ela trabalhava como gerente de bilheteria. Spano tem interesses filantrópicos e apoia diferentes instituições de caridade infantis, incluindo algumas que promovem a adoção de crianças na China. Na década de 1990, o casal adotou duas meninas chinesas, Liana Clare Xiaohe e Meili Qing. Spano comentou: "Nossa alegria foi tão grande que tivemos que dar algo em troca para [essas] meninas que não teriam a chance de morar em nenhum lugar, exceto nas instituições de assistência social".
O ator reside em Calabasas, num chaparral em frente ao cânion Cold Creek Preserve nas montanhas de Santa Mônica, no Sul da Califórnia. Ele vive em um terreno arborizado e seu interesse em espécies nativas para sua horta o atraiu ao viveiro de plantas silvestres da Theodore Payne Foundation, uma associação local que promove a preservação da vegetação nativa californiana. Desde meados dos anos 2000, ele fornece sua voz para um serviço de informação gratuito que informa aos visitantes e moradores da região os nomes das principais espécies de flores nativas e os locais onde estas podem ser encontradas no sul e no centro da Califórnia.

## Filmografia

### Cinema
| Ano  | Título                         | Papel                              | Notas                            | Ref.   |
| ---- | ------------------------------ | ---------------------------------- | -------------------------------- | ------ |
| 1972 | One Is a Lonely Number         | Conde de Kent, ator shakespeariano | tcc. Two Is a Happy Number       | [ 8 ]  |
| 1973 | American Graffiti              | Vic                                |                                  | [ 30 ] |
| 1973 | Warlock Moon                   | John Devers                        |                                  | [ 31 ] |
| 1976 | The Enforcer                   | Mitch / Ladrão                     | Não creditado                    | [ 9 ]  |
| 1978 | Northern Lights                | John Sorenson                      |                                  | [ 30 ] |
| 1980 | Roadie                         | Ace                                |                                  | [ 30 ] |
| 1981 | The Incredible Shrinking Woman | Guarda                             |                                  | [ 14 ] |
| 1985 | Terminal Choice                | Dr. Frank Holt                     |                                  | [ 3 ]  |
| 1986 | Love Struck                    |                                    | Curta-metragem indicado ao Oscar | [ 32 ] |
| 1989 | The Easter Story               | Jesus                              | Curta-metragem em vídeo; voz     | [ 9 ]  |
| 1991 | Sharkskin                      |                                    | Curta-metragem                   | [ 8 ]  |
| 1994 | Rave Review                    | Lou                                |                                  | [ 3 ]  |
| 1995 | Apollo 13                      | Diretor da NASA                    |                                  | [ 14 ] |
| 1996 | Primal Fear                    | Stenner                            |                                  | [ 14 ] |
| 1998 | The Break Up                   | Padre                              |                                  | [ 3 ]  |
| 2000 | A Question of Faith            | Duncan                             | tcc. Blessed Art Thou            | [ 3 ]  |
| 2001 | Texas Rangers                  | Sr. Dunnison                       |                                  | [ 14 ] |
| 2001 | Ticker                         | Capitão Spano                      |                                  | [ 14 ] |
| 2002 | Hart's War                     | Coronel J.M. Lange                 |                                  | [ 14 ] |
| 2004 | Fortunate Son                  | Robert                             | Curta-metragem                   | [ 9 ]  |
| 2006 | Hollywoodland                  | Howard Strickling                  |                                  | [ 18 ] |
| 2007 | Fracture                       | Juiz Pincus                        |                                  | [ 14 ] |
| 2008 | Frost/Nixon                    | Executivo de rede                  |                                  | [ 14 ] |
| 2011 | If I Did It                    | Prefeito                           | Curta-metragem                   | [ 33 ] |
| 2014 | Old Tricks                     | Idoso                              | Curta-metragem                   | [ 34 ] |
| 2015 | Skeletons                      | Harvey Diederich                   | Curta-metragem                   | [ 35 ] |

### Televisão
| Ano     | Título                                        | Papel                     | Notas                                     | Ref.   |
| ------- | --------------------------------------------- | ------------------------- | ----------------------------------------- | ------ |
| 1974    | The Streets of San Francisco                  | Toomey / Taxista          | 2 episódios                               | [ 36 ] |
| 1979    | Lou Grant                                     | Jack Ridgeway / Larry     | 2 episódios                               | [ 9 ]  |
| 1979    | Trapper John, M.D.                            | Dr. Gallant               | Episódio piloto                           | [ 9 ]  |
| 1979    | Paris                                         | Coronel Lavell            | 1 episódio                                | [ 9 ]  |
| 1980    | Fighting Back: The Rocky Bleier Story         | Capitão Murphy            | Telefilme                                 | [ 9 ]  |
| 1980    | Tenspeed and Brownshoe                        | Duff McCoy                | Episódio: "Diamonds Aren't Forever"       | [ 37 ] |
| 1981-87 | Hill Street Blues                             | Henry Goldblume           | Regular                                   | [ 16 ] |
| 1986    | Brotherhood of Justice                        | Bob Grootemat             | Telefilme                                 | [ 12 ] |
| 1987    | Deep Dark Secrets                             | Eric Lloyd                | Telefilme                                 | [ 31 ] |
| 1987    | The Hogan Family                              | Sr. Cameron               | Episódio: "Poetic Injustice"              | [ 38 ] |
| 1988    | Disaster at Silo 7                            | Sgt. Swofford             | Telefilme                                 | [ 14 ] |
| 1988    | L.A. Law                                      | George Ripley             | Episódio: "Hey, Lick Me Over"             | [ 9 ]  |
| 1989    | Midnight Caller                               | John Saringo              | Episódio: "The Execution of John Saringo" | [ 9 ]  |
| 1989    | Cast the First Stone                          | Bill Spencer              | Telefilme                                 | [ 9 ]  |
| 1990    | Blind Faith                                   | Sal Caccaro               | Minissérie                                | [ 9 ]  |
| 1990    | American Dreamer                              | Espião                    | Episódio: "In from the Cold"              | [ 39 ] |
| 1990    | The Girl Who Came Between Them                | Jim                       | Telefilme                                 | [ 14 ] |
| 1990    | The Big One: The Great Los Angeles Earthquake | Chad Spaulding            | Telefilme                                 | [ 14 ] |
| 1991    | The Summer My Father Grew Up                  | Louis                     | Telefilme                                 | [ 14 ] |
| 1991    | Fever                                         | Junkman                   | Telefilme                                 | [ 14 ] |
| 1991    | For the Very First Time                       | Sr. Allen                 | Telefilme                                 | [ 9 ]  |
| 1991    | Reasonable Doubts                             | Jimmy Cooper              | 1 episódio                                | [ 9 ]  |
| 1992    | Civil Wars                                    | Carl Sherensky            | Episódio: "The Old Man and the 'C'"       | [ 9 ]  |
| 1993    | Bloodlines: Murder in the Family              | Hal Leventhal             | Telefilme                                 | [ 14 ] |
| 1993    | The Flood: Who Will Save Our Children?        | Richard Koons             | Telefilme                                 | [ 14 ] |
| 1994    | Dream On                                      | Policial                  | Episódio: "The Taking of Pablum 1-2-3"    | [ 40 ] |
| 1995    | Amazing Grace                                 | Detetive Dominick Corso   | Recorrente                                | [ 9 ]  |
| 1995-96 | Murder One                                    | Detetive Raymond Velachek | Recorrente                                | [ 9 ]  |
| 1996    | Her Costly Affair                             | Carl Weston               | Telefilme                                 | [ 14 ] |
| 1997    | A Call to Remember                            | Dr. Green                 | Telefilme                                 | [ 14 ] |
| 1997    | The X-Files                                   | Mike Millar               | 2 episódios                               | [ 9 ]  |
| 1997    | Michael Hayes                                 | Daniel Strebin            | 1 episódio                                | [ 9 ]  |
| 1997-98 | Profiler                                      | Detetive Mike Ramdak      | 2 episódios                               | [ 9 ]  |
| 1998    | From the Earth to the Moon                    | George Mueller            | Recorrente                                | [ 14 ] |
| 1998    | JAG                                           | Capitão Jack Murphy       | Epidódio: "Clipped Wings"                 | [ 9 ]  |
| 1998    | Logan's War: Bound by Honor                   | Agente Downing            | Telefilme                                 | [ 9 ]  |
| 1998    | L.A. Doctors                                  | Don Metzger               | Telessérie                                | [ 9 ]  |
| 1998    | Nash Bridges                                  | Agente do FBI Langdon     | Episódio: "Mystery Dance"                 | [ 9 ]  |
| 1998    | In Quiet Night                                | Gold                      | Telefilme; tcc. You Belong to Me Forever  | [ 9 ]  |
| 1998-99 | Mercy Point                                   | Dr. Harris DeMilla        | Recorrente                                | [ 9 ]  |
| 1999    | A.T.F.                                        | Senador na audiência      | Telefilme                                 | [ 9 ]  |
| 1999    | Touched by an Angel                           | James                     | Episódio: "Such a Time as This"           | [ 9 ]  |
| 1999-00 | Batman Beyond                                 | Vários                    | 4 episódios; voz                          | [ 9 ]  |
| 2000    | Strong Medicine                               | Jonathan Freid            | Episódio: "Brainchild"                    | [ 9 ]  |
| 2001    | Providence                                    | Dr. Carroll               | 3 episódios                               | [ 9 ]  |
| 2001-03 | NYPD Blue                                     | Det. John Clark Sr.       | Recorrente                                | [ 36 ] |
| 2002    | The Invisible Man                             | Padre Tom Moore           | Episódio: "Possessed"                     | [ 9 ]  |
| 2002    | Static Shock                                  | Sr. Osgood                | Episódio: "Jimmy"                         | [ 9 ]  |
| 2003    | Boomtown                                      | Henry Stein               | Episódio: "Home Invasion"                 | [ 36 ] |
| 2003-21 | NCIS                                          | Tobias "T.C." Fornell     | Regular                                   | [ 31 ] |
| 2004    | Dragnet                                       | Bill Kutler               | Episódio: "Riddance"                      | [ 41 ] |
| 2005    | Eyes                                          | Juiz Lewis Massey         | Episódio: "Trial"                         | [ 9 ]  |
| 2006    | The Closer                                    | Dr. Rose                  | Episódio: "Mom Duty"                      | [ 9 ]  |
| 2006    | Crossing Jordan                               | Capitão Innis             | Episódio: "Blame Game"                    | [ 36 ] |
| 2006    | Standoff                                      | Joe Suser                 | Episódio: "Circling"                      | [ 36 ] |
| 2008    | Shark                                         | Paul Faber                | Episódio: "Partners in Crime"             | [ 36 ] |
| 2010    | In Plain Sight                                | Gabriel Adams             | Episódio: "A Priest Walks Into a Bar"     | [ 22 ] |
| 2012    | The Mentalist                                 | Greg Relin                | Episódio: "War of the Roses"              | [ 23 ] |
| 2014    | NCIS: New Orleans                             | Tobias "T.C." Fornell     | Episódio: "It Happened Last Night"        | [ 24 ] |
| 2019    | Pearson                                       | Sr. Allen                 | Episódio: "The Rival"                     | [ 42 ] |

## Prêmios e indicações
Ainda como estudante universitário no fim dos anos 1960, Spano recebeu da Universidade da Califórnia em Berkeley o Prêmio Sturgess de excelência em desempenho artístico, por sua atuação em peças teatrais como Sport of My Mad Mother e Scapin. Em semelhante categoria, ele obteve em 1978 o Prêmio dos Críticos de Los Angeles por sua interpretação de Drácula na montagem de Dracula: A Musical Nightmare. Em 1990, venceu o Prêmio Los Angeles Drama Circle por seu desempenho como ator principal na produção American Buffalo, encenada no ano anterior no Gnu Theatre. Ele voltou a ter reconhecimento pela interpretação de um protagonista quando foi indicado em 2009 ao Ovation Awards na categoria de atuação principal por Who's Afraid of Virginia Woolf?, produzido pela companhia Rubicon Theatre.
Ao longo de sua carreira televisiva, o ator já recebeu duas indicações ao Emmy. Em 1983, no seu terceiro ano consecutivo no drama policial Hill Street Blues, foi nomeado ao Emmy do Primetime de melhor ator coadjuvante em série dramática pela interpretação do detetive Henry Goldblume. Spano recebeu sua segunda indicação a esse prêmio seis anos depois, desta vez vencendo na categoria de Melhor ator convidado em série dramática por sua atuação como John Saringo, um prisioneiro no corredor da morte em "The Execution of John Saringo", o sexto episódio da primeira temporada da série investigativa Midnigth Caller, transmitido pela NBC em 1989.